# Arbeitsgemeinschaft Embryotransfer deutschsprachiger Länder
Die Arbeitsgemeinschaft Embryotransfer deutschsprachiger Länder (AET-d) ist ein Zusammenschluss von Wissenschaftlern und Praktikern aus Deutschland, Österreich, Luxemburg und der Schweiz, die sich mit der Reproduktionsbiologie befassen. 
Gegründet wurde die Arbeitsgemeinschaft für Embryotransfer von Vertretern aus Tierzucht und Besamung am 14. Oktober 1974 in München durch Horst Kräußlich, Werner Leidl, Rudolph Hahn und Joachim Hahn. Seitdem führt die AET-d jährliche Zusammenkünfte an wechselnden Standorten in Deutschland, der Schweiz und in Österreich durch.
Der ursprünglich kleine Kreis von einzelnen Repräsentanten aus diesen beiden Gebieten ist zu einer großen Gemeinschaft angewachsen, die heute alle an der Reproduktionsbiologie beteiligten Disziplinen umfasst.
Neben Tierzüchtern, Tierärzten, Kryobiologen und Humanmedizinern sind inzwischen Molekularbiologen, Informatiker und Vertreter weiterer Berufsgruppen und Disziplinen hinzugekommen.